# 简·福斯特
珍·福斯特（英語：Jane Foster），是漫威漫畫的虛構女性超級英雄，由編劇史丹·李、拉里·李伯和畫家積克·高比共同創作。她最初以超級英雄雷神托爾的戀愛對象登場，後來成為獨立的超級英雄。
珍·福斯特多年來都是護士，後來成為醫生。在托爾失去拿起雷霆戰鎚的資格後，珍獲得資格拿起戰鎚，並繼承雷神的稱號，加入了復仇者。她的雷神生涯最終隨著雷霆戰鎚的毀滅而完結。當所有瓦爾基里在大事件「界域之戰」中戰死，珍繼承了瓦爾基里的稱號。
珍·福斯特出現在許多漫威授權的衍生作品中，包括電子遊戲與電視動畫。在漫威電影宇宙系列影視作品中，珍由妮妲莉·寶雯飾演。

## 出版歷史
珍·福斯特首次登場於《神秘之旅》第84期（1962年7月），由編劇史丹·李、拉里·李伯和畫家積克·高比共同創作。作為超級英雄雷神托爾的戀愛對象，她幾乎出現在該系列的每一期，直到第136期（1966年11月）她與托爾分開後，其出場次數才大幅減少。《神秘之旅》自第126期起更名為《雷神》。
在2014年10月發行的《雷神》第4冊第1期中，編劇積遜·亞倫和畫家羅素·杜特曼引入一位女性角色擔任雷神。亞倫表示她不是女雷神或雷神女士，她就是漫威宇宙的雷神，但與以往任何版本都截然不同。第8期揭曉了這個女性的真面目是珍·福斯特。亞倫解釋當上一任雷神無法舉起雷霆戰鎚時，這提供了契機讓其他角色拿起戰鎚取代他，而創作團隊討論過的候選人就只是珍。值得一提的是，早在1978年5月漫威便已通過《假如？》漫畫，在一個替代宇宙中探索珍獲得雷神力量這個概念。
在2016年大事件「秘密戰爭」結束後，隨著「全新全異漫威」計劃啟動，亞倫和杜特曼推出《神威雷神》系列，珍繼續以雷神的稱號在該系列擔任主角。
珍是2019年大事件「界域之戰」的其中一位主角，隨後她在新連載的《瓦爾基里：珍·福斯特》系列中擔任新的瓦爾基里。該系列由亞倫先後與艾爾·尤英和托倫·格倫貝克（Torunn Grønbekk）合作撰寫，並由多名畫家繪畫。原計劃出版至少12期，但受2019冠狀病毒病疫情影響，最終發行到第10期就被迫取消。不過，根據已釋出的第11-12期摘要，可推斷取消了的情節改為用於後來的《神威瓦爾基里》系列中。
2021年，珍在大事件「黑暗之王」的補完漫畫《黑暗之王：瓦爾基里歸來》迷你系列中擔任主角，該系列由亞倫與格倫貝克共同撰寫，並由妮娜·華庫耶娃（Nina Vakueva）繪畫。隨後，珍與另一位瓦爾基里一同成為《神威瓦爾基里》系列的主角，該系列同樣由亞倫和格倫貝克共同撰寫，並由馬蒂亞·德·尤利斯（Mattia De Iulis）繪畫。
2022年，為配合電影《雷神奇俠4：愛與雷霆》的上映，漫威推出了《珍·福斯特與神威雷神》迷你系列，讓珍再度拿起雷霆戰鎚。該系列由格倫貝克撰寫，並由米高·杜寧（Michael Dowling）繪畫。

## 角色生平

### 早期歷史
珍·福斯特是醫生唐納·布雷克（Donald Blake）的護士，兩人互相暗戀卻羞於啟齒。她在陪同布雷克參與南美洲的人道救援行動時，首次遇見雷神托爾。由於珍和托爾之間的關係，托爾的敵人經常找珍的麻煩，迫使托爾多次出手相救。珍亦對托爾產生了感情，但她不知布雷克其實是托爾的化身。這段三角戀持續了一段時間，直到托爾違抗奧丁的命令，向珍揭示了他的秘密身份，奧丁為此決定處罰他。不過在托爾拯救阿斯加德後，奧丁原諒了他，甚至同意托爾可迎娶珍。
托爾把珍帶到聖域界，奧丁為使她能與托爾相配，將她轉化為神。但在面對奧丁設下的勇氣考驗時，珍因無法克服恐懼而未能通關，奧丁於是將她恢復為普通人送回地球，並抹去了她對托爾和聖域界的所有記憶。回到地球後，珍結識了與布雷克十分相似的醫生基夫·堅凱德（Keith Kincaid），兩人很快墮入愛河。
珍和托爾分開了一段時間。後來有一次珍受惡魔影響而自殺未遂陷入昏迷，托爾得悉後趕至她的病床。托爾當時的愛人希芙見他對珍餘情未了，決意要拯救珍。西芙將自己的生命力注入珍的體內令她甦醒，但西芙因此流落至另一個次元。受西芙的生命力影響，珍變得充滿活力，並隨同托爾到處冒險。但珍有一次觸碰到西芙的劍，導致她與西芙互換位置，取代西芙被困於那個次元。托爾和西芙最終救出了珍並將她送回地球，事情告一段落後珍與基夫結婚，並產下一子占美（Jimmy）。

### 成為醫生
珍·福斯特後來成為醫生。托爾秘密以另一個化身急救員傑克·奧臣（Jake Olson）出現在珍身邊，但因為珍對托爾太過熟悉，所以她很快就推測到傑克的真正身份。
珍開始為一些超級英雄提供醫療服務。她曾治療鐵甲奇俠，因而獲他推薦成為復仇者的候命醫生。
在大事件「內戰」中，珍選擇支持美國隊長一方，並為他陣營中受傷的英雄療傷。
珍和基夫的婚姻不算順遂，兩人曾一度分居。在聽到失蹤多時的托爾可能回歸的傳言後，珍決定與基夫離婚，卻因此失去了對占美的撫養權（基夫和占美後來於車禍中喪生）。托爾以布雷克的身份拜訪珍，希望能透過她找到失蹤了的西芙，因她倆的靈魂曾有過糾纏。這惹怒了珍，但兩人之後仍嘗試重新約會。珍發現西芙的靈魂被困在一個垂死患者的身體裡，讓托爾得以及時拯救她。珍隨後遷往重建後的聖域界所在地奧克拉荷馬州，並與布雷克共同開設一家醫療診所。

### 成為雷神
珍·福斯特不幸罹患乳癌，她拒絕托爾建議的魔法療法，因她知道任何魔法都有其代價。但她接受了托爾的邀請，成為中間界的代表出席在聖域界舉行的世界議會。
在大事件「原罪」中，托爾失去了拿起雷霆戰鎚的資格，戰鎚被遺留在月球。不久後，珍感應到戰鎚的召喚，於是前往月球拿起戰鎚，成為新的雷神。由於這個新雷神戴着面罩，所以沒人知道她的真正身份。托爾初見這個新雷神時要求她歸還雷霆戰鎚，但在目睹她純熟揮舞戰鎚後，他接受現實並將（雷神／托爾）的稱號讓予她，自己則改用（奧丁之子／奧丁森）的名字。奧丁森曾懷疑珍可能是新雷神，但當他見到她化療後的虛弱模樣就排除了這個猜測。
奧丁對有外人使用雷霆戰鎚相當憤怒，遂與其兄卡爾聯手，派遣毀滅者盔甲追擊新雷神，企圖奪回戰鎚。奧丁森和母親翡嘉召集了一群女性超級英雄協助雷神，成功迫使毀滅者撤退。當奧丁森見到雷神和一眾女性超級英雄同時出現時，他再無法猜測雷神的真正身份。
在大事件「秘密戰爭」中，珍因登上神奇先生的救生筏，得以在多元宇宙毀滅後存活。倖存英雄降落在由末日博士創造的新宇宙「戰爭世界」，珍潛入了戰爭世界的警察部隊「雷神軍團」，並說服其中的大多數成員反抗末日博士。

### 全新全異
多元宇宙復原後，漫威進入「全新全異」時期，新的宇宙是秘密戰爭前的宇宙的直接延續。
珍·福斯特繼續以中間界代表的身份出席世界議會。但她要騰出時間擔任雷神，因此多次缺席會議。想要刁難珍的卡爾誤以為她因癌症而缺席，要求她辭去議席。最終珍找來神盾局特工羅茲·所羅門（Roz Solomon）接替她成為中間界的代表。
珍的秘密身份雷神與聖域界統治層的關係依舊緊張。在卡爾持續對她發出通緝的同時，她與奧丁的衝突也逐漸升溫，雙方大打出手，直到翡嘉遭洛基偷襲刺傷才使奧丁停手。
珍也意識到一個事實：她使用雷霆戰鎚的過程會惡化她的癌症，因為每次的轉變過程都會將她的化療效果徹底清除。
雷神的秘密身份引起兩名神盾局特工的關注，他們強烈懷疑雷神就是珍·福斯特。為了保護她的秘密，雷霆戰鎚施展幻像假扮成珍，與雷神同時現身，成功瞞騙兩名特工。但珍會選擇向她信任的人透露真相，包括與她並肩作戰的所羅門特工。失蹤多時的奧丁森重新出現後，珍也鼓起勇氣向他公開自己的秘密身份，因珍不願他從別人口中得知這個秘密，奧丁森得悉後一度表現憤怒。當沃爾斯塔拿起終極宇宙的雷霆戰鎚並失控成為戰爭雷神後，珍亦願意卸下雷神的外表變回凡人，以安撫沃爾斯塔的心靈。
魔雷基發動界域之戰企圖攻佔十界，珍是主要反抗者，多番阻撓魔雷基及其同盟的侵略，但珍沒有為了取勝而不擇手段。當戰爭雷神沃爾斯塔打算對魔雷基陣營的穆斯貝爾海姆和斯瓦塔爾法海姆的平民展開屠殺時，珍竭力阻止他以守護無辜。在戰鬥中，珍奪下終極戰鎚，但她沒有像沃爾斯塔一樣受其影響令仇恨蒙蔽理智，展現出超越天生神祇的崇高神格。
還有不少場合展現出珍的神格，其中一次發生在她與兩個莎亞族神的比拼。莎亞神為求勝利不惜犧牲自己的子民，而珍卻拼命拯救那些無辜的凡人。最終珍因感召到聖域界眾神為她而戰，贏得這場比拼。

### 加入復仇者
在「全新全異」時期，珍·福斯特成為了復仇者一員：當鐵甲奇俠、美國隊長山姆·威爾森等人在抗敵時，珍適逢其會，參與了這場行動。在危機平息後，鐵甲奇俠提議重組復仇者，珍同意加入。
珍剛加入時顯得異常亢奮，甚至在山姆感到自卑時主動親吻他，又說出「應要活在當下」的話，讓不知她真正身份的隊友感到困惑，認為身為神祇的她不應有如此慨歎。一次行動中，珍因與雷霆戰鎚分開太久，讓山姆目睹她變回凡人。山姆承諾為珍保守秘密，並在她接受化療期間探訪她。
在大事件「內戰II」中，珍在諮詢海姆達爾的意見後，決定支持鐵甲奇俠一方，反對利用預知能力來預防犯罪。
在大事件「秘密帝國」中，九頭蛇把珍困在另一個次元，直至最終大戰奇異博士才把她救出。事後，有意識的宇宙魔方科比克（Kobik）將珍和部份英雄送回過去，展開一場自我發現的旅程。她在古埃及遇到年輕的托爾，親眼見證了他如何鼓舞維京人，從而學懂身為雷神必須貼地。這段經歷讓她打消放棄凡人身份並永遠成為雷神的念頭。

### 神威雷神之死
珍·福斯特變身雷神過於頻繁，終於拖垮了她的凡人身體。奇異博士診斷後警告，若她再度變身雷神，她將不可恢復為凡人形態，否則會喪命。此時曼戈的威脅正迫近聖域界，但珍聽從朋友的建議，不再接觸雷霆戰鎚。然而，她在醫院中回憶起已故的親人，並偷聽到聖域界正處於存亡關頭，珍最終決定再次變身雷神。
珍趕至聖域界時，發現曼戈已將眾神擊倒，她也無法將其擊敗。珍於是把雷霆戰鎚和曼戈綁在一起擲向太陽，最終成功消滅曼戈，但雷霆戰鎚也因此毀滅。失去戰鎚的珍隨即恢復凡人形態，並在奧丁森的懷中離世。她的靈魂來到英靈殿門前，但因覺得自己的故事未完而徘徊不前。奧丁森心有不甘，與終於認可珍的奧丁合力，引導戰鎚毀滅時釋放的能量，成功把她救活。
失去雷霆戰鎚後，珍終於可專注於化療。她把雷霆戰鎚的一塊碎片交給奧丁森，讓他知道他已重新有資格，並說服他恢復使用的名字／稱號，另外她亦希望托爾接手阻止魔雷基發動的界域之戰。
經過一段時間，珍的癌症已完全緩解。

### 界域之戰
策劃界域之戰的魔雷基成功毀掉九界，並對僅餘的中間界發動攻勢。珍·福斯特雖不再擁有雷神的力量，但仍協助守衛中間界。當翡嘉決定離開中間界執行任務時，她委派珍暫任諸神之母領導聖域界。
在魔雷基的軍隊節節敗退之際，他在巨石陣設置一個僅限雷神進入的結界，並向雷神發起挑戰。珍得悉後，於是拾起已破碎的終極戰槌，再度成為雷神。
托爾徵募了來自過去和替代未來的自己，珍和他們會合後，四個雷神前往巨石陣與魔雷基決戰，最終成功將他擊敗。本已不穩定的終極戰槌在戰後解體，珍亦恢復凡人形態。戰槌的碎片在珍的手臂聚集並變成金色臂甲「全武器安特因」（Undrjarn the All-Weapon）。

### 成為瓦爾基里
所有瓦爾基里都在界域之戰中戰死，戰後珍·福斯特與托爾一同悼念她們。托爾哀歎沒有瓦爾基里的引領，亡者的靈魂將無法前往英靈殿。珍希望幫助托爾，一眾瓦爾基里的靈魂出現回應珍的訴求，任命她為新的瓦爾基里。
瓦爾基里和雷神的本質截然不同，珍起初需要努力適應。一開始珍覺得她和瓦爾基里是兩種不同的人格，一段時間後兩者才逐漸融合，感覺不再陌生。她到英靈殿請教瓦爾基里領袖布倫希依德的靈魂，布倫希依德告訴她瓦爾基里是一種職責，與雷神所代表的神祇是不同概念。
布倫希依德的龍牙劍在界域之戰後遺落地球，輾轉落入靶眼之手，靶眼用它刺死了海姆達爾。珍原本希望奪回龍牙劍，以紀念布倫希依德，但最終她學會放手，將龍牙劍擊碎以阻止靶眼用它作惡。珍按照海姆達爾的要求，把他的靈魂引領至他生前無法窺見的秘境（Mystery），而非送往英靈殿。
梅菲斯特看準珍尚未引領過任何靈魂進入英靈殿，未算是正式的瓦爾基里，遂派遣殘酷收割者試圖搶奪她的瓦爾基里身份。最後珍將殘酷收割者引領至英靈殿，首次完成瓦爾基里的工作。
身為瓦爾基里的珍，多次面對生與死的深刻課題。由於無法兼顧醫生的工作，她被降職為殮房助理，並從新上司那裡學會了尊重亡者。在治療瀕死的死亡女神時，她需重新面對前夫與兒子之死，並思考死亡的意義，最終領悟到「死亡的終結並不意味著生命的開始」，這一頓悟讓死亡女神得以痊癒。珍在面對代表反生命的實體洛克瓦（Røkkva）時，甚至遭其腐蝕情感與記憶，差點墮進非生非死的虛無狀態。
托爾的另一人格唐納·布雷克因長期被困在奧丁設置的幻境而瘋掉，他逃出幻境後計劃毀掉托爾所愛的一切。他找到珍，但因回想起珍曾在他與托爾之間選擇了愛他，最終沒對她下手。珍後來得悉布雷克的意圖，於是找了始作俑者奧丁設法收拾亂局。
在大事件「黑暗之王」中，哨兵被努爾所殺，珍引領他的靈魂到英靈殿，但途中一具天神族屍體吞噬了哨兵的靈魂。珍隨後得知那具屍體囚禁著無數亡魂，為努爾的死靈劍提供能量。為削弱努爾的實力，珍試圖切斷他與星神族屍體的聯繫，但行動中珍也不幸被星神族屍體吞噬。在裡面，星神族的靈魂以珍的兒子占美引誘她，但她看穿這是幻覺。她反思占美的死對她的意義，最終成功說服星神族釋放所有被囚靈魂，包括哨兵。
作為聖域界的神祇，瓦爾基里無可避免會跟聖域界乃至整個十界的事務扯上關係。當冥界皇后嘉尼拉試圖在冥界建立自己的萬神殿時，她利用珍的頭髮把珍與冥界新生兒的命運綁在一起，迫使珍前往冥界化解亂局。當夢后向聖域界發動戰爭時，托爾也讓已修復的雷霆戰鎚飛往地球向珍求救。而當英靈殿和冥界的靈魂都無故消失時，珍身為英靈殿的引路人，亦與托爾聯手調查這一異常事件。

### 再度加入復仇者
珍·福斯特在卸下雷神的身份後退出了復仇者，但珍成為瓦爾基里後，她再度與復仇者的事務扯上關係。
珍以瓦爾基里的身份首度捲入的復仇者事務是和鳳凰之力相關。當時鳳凰之力為揀選下一任宿主，擄走了包括珍和部份復仇者在內的多位英雄與反派，讓他們一對一格鬥。
後來一群來自多元宇宙的死亡戰士前來616號宇宙，向復仇者警告梅菲斯特和多元宇宙版本的邪惡大師試圖重塑所有宇宙的歷史。其中一個死亡戰士找上了珍，珍於是重新加入復仇者共同應對這個危機。
在行動期間，梅菲斯特趁珍單獨行事時設下陷阱引誘她，利用幻像把她變成托爾的妻子。但珍早已放下這個念頭，所以很快識破幻像，並在另一個宇宙的珍（雷神）的協助下擊敗梅菲斯特。珍親眼看到另一個自己揮舞雷霆戰鎚的英姿，也重新喚起了對戰鎚的思念。
在成功解決這個多元宇宙危機後，珍退出了復仇者。

### 近期動態
英靈殿的處決者煞格被殺，珍·福斯特對於「已死的人再次死亡」一事毫無頭緒，於是向開了偵探公司的黃蜂女求救，黃蜂女查明後發現那是奧丁把煞格送離英靈殿的手段。為了答謝黃蜂女的幫助，珍後來協助她對付奧創。
在另一場對抗上古之神的危機中，托爾召集了他的盟友，包括暴風女、貝塔·雷·比爾、洛基以及珍。他把自己的雷神之力分給四人，短暫重組了雷神軍團（Thor Corps）。

## 能力

### 作為雷神
珍·福斯特拿起雷霆戰鎚後，其身高、體重、髮色均會轉變，體質亦由瘦弱病患的狀態變成健碩強壯的形態。變身後的珍擁有雷神的能力，包括超人般的力量和耐力，以及對傳統疾病的免疫能力。而雷霆戰鎚亦賦予她多種能力，包括飛行、操縱天氣、吸收攻擊她的能量、打開通往其他次元的入口。她擲出雷霆戰鎚後可隨心召喚它回到手中，亦可命令它完成各種動作。她能快速旋轉雷霆戰鎚以彈開對她的攻擊。
珍作為雷神亦存在弱點：若與雷霆戰鎚分開太久，其能力會急速衰退，並恢復為凡人。另外她的變身過程會清除她對抗癌症的化療作用，嚴重影響她的病情。

### 作為瓦爾基里
珍·福斯特能通過「全武器安特因」（Undrjarn the All-Weapon）變身為瓦爾基里。與變身成雷神時相比，其變化較小，僅髮型由短髮轉為長髮。變身後的珍擁有瓦爾基里的能力，包括超人般的力量、非凡的劍技與矛技、轉移至屬於亡者的其他維度的能力。此外，珍還有擁有預視死亡的能力，通過集中精神，珍可看到其他人頭上出現一個印着骷髏標誌的紫色球體，球體越大代表對方越接近死亡。
珍的「全武器安特因」能按其需要變成各類武器，包括劍和盾，甚至可變成一雙翅膀使她擁有飛行的能力。

## 評論反應
將珍·福斯特塑造成雷神的編劇積遜·亞倫形容這一改變是珍的角色演變中的重大飛躍。讀者對新任女雷神的熱烈反應讓亞倫深感震撼，他坦言從沒料到會掀起如此大的迴響。
珍成為雷神後，許多漫畫新聞網站開始對她作出評價：
- 露絲·拿特在Nerdist指出，儘管很多人都揮舞過雷霆戰鎚，但真正承擔起雷神的名號卻需要極大的付出。2014年的「雷霆女神」故事篇章將珍重塑成雷神，為這個經典角色帶來全新的詮釋。拿特形容此舉堪稱神來之筆，定能為這個角色吸引大批新粉絲的關注。[88]

- 艾力·尼爾斯特德在ComicsVerse提到，患癌的珍·福斯特拿起雷霆戰鎚後，讀者充份享受到屬於神域與異界的經典刺激，這種刺激是《雷神》漫畫獨有的。同時，讀者也見證這位病得快死的女性如何忍受化療的折磨。雖然會加快她的死亡，但她仍選擇成為英雄。《雷神》漫畫向讀者展示一個可怕的現實：就算是最強大的人也受疾病影響。[89]

- 謝斯·馬格內特在ComicBook.com形容珍是「復仇者和阿斯加德的重要英雄」。馬格內特指出，珍成為雷神的故事就是將早期漫畫中唐納·布雷克的故事以現代化的方式重新詮釋，但同時保留了其核心寓意：普通人憑藉自身美德獲得力量，並完成驚人的壯舉。珍的行為不僅激勵了虛構世界的漫威英雄，也鼓舞了現實世界的讀者。[90]

- D·R·麥德倫在The Mary Sue提到，珍和托爾多年來雖然在愛情經歷多次離合，但兩人始終維繫着深厚的情誼。麥德倫表示，珍早已超越「戀愛對象」的角色定位，她憑自身努力成為醫生，亦從托爾手中接過雷神的稱號和戰鎚。可以理解為何托爾總是圍繞在珍身邊，因她的善良、無私奉獻和無法撼動的精神實在讓人難以忘懷。[91]

亦有一些評論家在珍不再擔任雷神後作出評論：
- 湯馬士·比根在Screen Rant形容珍是「漫威最好的雷神」，並指她擁有強大的影響力且深受粉絲喜愛。對於漫威決定讓珍犧牲，比根表示這會讓《雷神》品牌的未來走向變得更加撲朔迷離。但珍的犧牲以極具風格的方式執行，將會為漫威帶來未能預料的影響。[92]

- 奧利華·沙華在影音俱樂部表示，珍作為雷神的旅程即將迎來終章，但她的告別充滿榮耀，堪稱一段傳奇級的超級英雄故事。沙華更讚揚珍的故事是近年超級英雄漫畫中的亮點，創作團隊通過不斷提升她所面臨的挑戰，成功將這個女英雄塑造成漫威陣容中的重要角色。[93]

- 邁拉·加西亞在漫畫書資源網形容珍是強大的女神。加西亞解釋，儘管癌症縮短了珍擔任雷神的時間，但她始終展現出非凡的戰力和無可置疑的英雄氣概，直到她犧牲自己那一刻。而她後來仍能以瓦爾基里的身份回歸，證明了擁有英雄精神比其他超能力更重要。[94]

## 出版物評價

### 《雷神》（2014）
根據鑽石漫畫發行公司的資料，《雷神》第1期是2014年10月排名第3暢銷的漫畫，亦是2014年全年排名第6暢銷的漫畫。2015年3月統計，《雷神》首5期的銷售量比其前作《雷神：雷霆之神》首5期的銷售量高出10萬份。
傑西·謝登在IGN為《雷神》第1期評分7.8分（滿分10分）。謝登指出這部作品面臨着艱巨挑戰，因它需要擺脫前作的影子。第1期沒有完全複製前作的莊嚴感，也不像前作般對雷神三管齊下地聚焦。對比前作，這部作品有着不同的風格，但在主題上非常連貫。
謝斯·馬格內特在ComicBook.com為《雷神》第1期給予B+評級，並指出這部作品與前作均出自積遜·亞倫，而他的劇本一如既往地吸引。馬格內特闡述，雖然亞倫需要處理從大事件「原罪」及前作延續下來的大量情節，但他以儘可能優雅的方式總結要點，並將重心放回當前主線。《雷神》第1期延續了亞倫對「資格」這一主題的深刻探討，從標題〈如果他夠資格〉即可窺見。故事開篇很多角色都在深思雷霆戰鎚的命運，並疑惑為何無人能舉起它。這些疑問構成了故事的核心衝突，從中可令讀者反思性別政治、救贖、自我價值的議題。馬格內特總結，這部作品能吸引新舊讀者，是個很好的開始。

### 《神威雷神》（2015）
根據鑽石漫畫發行公司的資料，《神威雷神》第1期是2015年11月排名第12暢銷的漫畫。
瑪麗凱特·賈斯伯在漫畫書資源網形容《神威雷神》第1期為「精彩的開篇」。賈斯伯指出，珍必須危及她的凡人之軀才能變身雷神，這一巧妙的設計突顯了這個雷神的獨特之處。對珍而言，她身為凡人所展現的力量，與她作為雷霆女神所擁有的神力是明顯相等的。但賈斯伯也對這部作品提出了一些批評，她對亞倫沿用傳統奇幻故事中的保守元素感到可惜，例如描寫民主的無力，將對話的重要性置於武力之下，以及善惡意圖能輕易從角色的出身判斷。她期望故事的世界觀能迎來更多革新。賈斯伯總結，這部作品的開局出色。她很高興看到亞倫寫有關聖域界的故事，因他深諳雷神的世界及其運作方式。而羅素·杜特曼和着色師馬菲·韋爾遜的美術也展現了他們對十界的魅力有着同樣深刻的理解。
傑西·謝登在IGN為《神威雷神》第1期評分9分（滿分10分）。他表示《雷神》系列一向以平衡奇幻與世俗見長，早期漫畫的托爾／唐納·布雷克的關係正是這種平衡的體現，如今亞倫在雷神／珍·福斯特的設定重現這種平衡。謝登讚揚亞倫的劇本，指他在劇情中融入適量的背景故事，既讓新讀者能快速上手，又避免因過多解說而拖累節奏；亦讚揚杜特曼的美術，指其作品線條優美流暢、場景史詩，風格十分適合這部作品的雙重屬性：既能展現到聖域界的莊嚴，又可讓讀者細膩地感受珍的情緒。謝登總結，第1期為進入亞倫的傳奇故事提供了輕鬆的入門，同時亦深入探討了秘密戰爭前留下的諸多矛盾。這部作品即使在開篇便已捕捉到史詩的規模和親密的戲劇性，而這正是成就一部優秀《雷神》漫畫的關鍵要素。

### 《瓦爾基里：珍·福斯特》（2019）
根據鑽石漫畫發行公司的資料，《瓦爾基里：珍·福斯特》第1期是2019年7月排名第39暢銷的漫畫。
嘉倫·奧拜仁在漫畫書資源網表示亞倫花了多年心血將珍這位勇敢的醫生重新塑造成英雄，而《瓦爾基里：珍·福斯特》第1期是這些心血的累積成果。奧拜仁指出，第1期繼承了珍作為雷神生涯的榮耀，非常值得稱道。創作團隊設置了多重複雜的衝突，以考驗珍作為瓦爾基里和醫生的新能力和責任。無論是新舊讀者，這部作品都是讓人享受的開端。
凱特·科斯圖斯基在WomenWriteAboutComics表示這部作品延續了珍在人性與神性之間的掙扎。科斯圖斯基坦言她希望有女性編劇參與創作以注入更多女性視角的觀點，但她對男性編劇亞倫十分放心，因他對珍瞭如指掌。而亞倫與另一位編劇艾爾·尤英的合作，也讓科斯圖斯基對珍的未來發展充滿期待。
卡斯·克拉克在/Film形容這部作品相對獨立，而珍亦成為一個強大角色，不再依附於雷神故事。克拉克認為這部作品的亮點在於創作團隊完美融合了珍的醫學知識與她在宇宙中的職責。無論珍是否以瓦爾基里的身份行動，她始終秉持同情心，盡力提供最好的照顧。克拉克亦指出，珍在接受某些死亡無可避免這一現實的過程非常吸引，尤其是當她努力適應亡靈擺渡者的新職責時，更是引人入勝。

### 《珍·福斯特與神威雷神》（2022）
根據鑽石漫畫發行公司的資料，《珍·福斯特與神威雷神》第1期是2022年6月排名第7暢銷的漫畫。
凱特琳·卓佩爾在漫畫書資源網形容珍是《珍·福斯特與神威雷神》第1期中的亮點角色，編劇格倫貝克突顯了珍作為瓦爾基里的力量，同時展示了她的責任感、道德觀和內心衝突。卓佩爾亦讚揚了畫家米高·杜寧與着色師赫蘇斯·阿布爾托夫（Jesus Aburtov），兩人合作成功刻畫出珍兼具亡靈引導者與戰士的複雜英雄形象。但卓佩爾也指出這部作品的一些缺點，例如過度依賴旁白，又不斷說明反派所為而不給讀者自行體驗的機會，敘述視角更頻繁地在多個角色間切換，讓讀者感到混亂。她總結，如果讀者能熬過第1期的密集鋪陳，接下來定能享受到一場史詩級的聯手。

## 替代宇宙的其他版本
| 版本                 | 介紹 |
| -------------------- | --- |
| 《假如？》           | 《假如？》第10期的標題為〈假如珍·福斯特找到了雷霆戰鎚？〉。這個宇宙中，珍取代唐納·布雷克的角色，找到雷霆戰鎚並獲得雷神的力量。她成為超級英雄並自稱「托爾迪絲」（Thordis）。在她阻止了諸神黃昏後，奧丁按原定計劃把戰鎚歸還給布雷克，同時將珍轉化成神。最後，珍與奧丁墜入愛河並結婚。 |
| 《假如？》           | 《假如？》第25期的標題為〈假如托爾為了珍·福斯特與奧丁戰鬥？〉。這個宇宙中，奧丁認為珍無法與托爾相襯，托爾不滿奧丁要把他和珍分開，奧丁於是把他倆都送到地球。托爾回到阿斯加德後向奧丁發動戰爭，雙方互有傷亡，珍介入並提醒托爾他為何而戰。雙方最終停戰和談，但聖域界從此分裂。  |
| 終極宇宙             | 珍是少數相信托爾是雷霆之神的人，她甚至為了托爾而放棄護士工作。她後來與托爾同居。 |
| 《雷神：神威復仇者》 | 羅渣·蘭里奇以現代的方式重新講述托爾和珍早期的故事。這個宇宙中，珍是博物館館長，她遇到流落地球的托爾並對他心生好感。她協助托爾取回雷霆戰鎚後，兩人一同歷險並開始相戀。 |
| 多元宇宙復仇者       | 這個宇宙中，托爾在界域之戰中戰死，珍重新拿起雷霆戰鎚並再度成為雷神。珍後來加入了多元宇宙復仇者，並在616號宇宙的珍被梅菲斯特襲擊時協助她。 |

## 其他媒體

### 電視動畫
- 《漫威超級英雄（英语：The Marvel Super Heroes）》（1966年）：珍·福斯特出現於「神威雷神」章節，由維塔·連達（Vita Linder）配音。[119]故事直接取材自漫畫，劇中的珍與她於漫畫的早期歷史大致相同。[120]

- 《復仇者聯盟：史上最強英雄戰隊》（2010-2012年）：珍·福斯特由卡莉·華格倫（英语：Kari Wahlgren）配音。[121]劇中的珍是輔助醫護人員，多次被復仇者召喚，為不同人檢查傷勢。

- 《瘋狂（英语：Mad (TV series)）》第一季（2011年）：珍·福斯特出現於第24集，由格蕾·德萊爾配音。[122]劇中的珍是主角（《阿舍正傳（英语：Arthur (2011 film)）》的與漫威電影宇宙的的混合角色）的戀愛對象。

- 《復仇者聯盟之正義出擊（英语：Avengers Assemble (TV series)）》第四季（2017-2018年）：珍·福斯特由艾莉卡·林貝克配音。劇中的珍是跨次元研究員，她幫助新復仇者尋找失散在不同時空的復仇者成員。當兩隊復仇者捲入了超越者的戰爭世界時，珍協助他們摧毀戰爭世界，最後得到一把有魔力的權杖並成為雷擊（英语：Thunderstrike (comics)）。

### 漫威電影宇宙

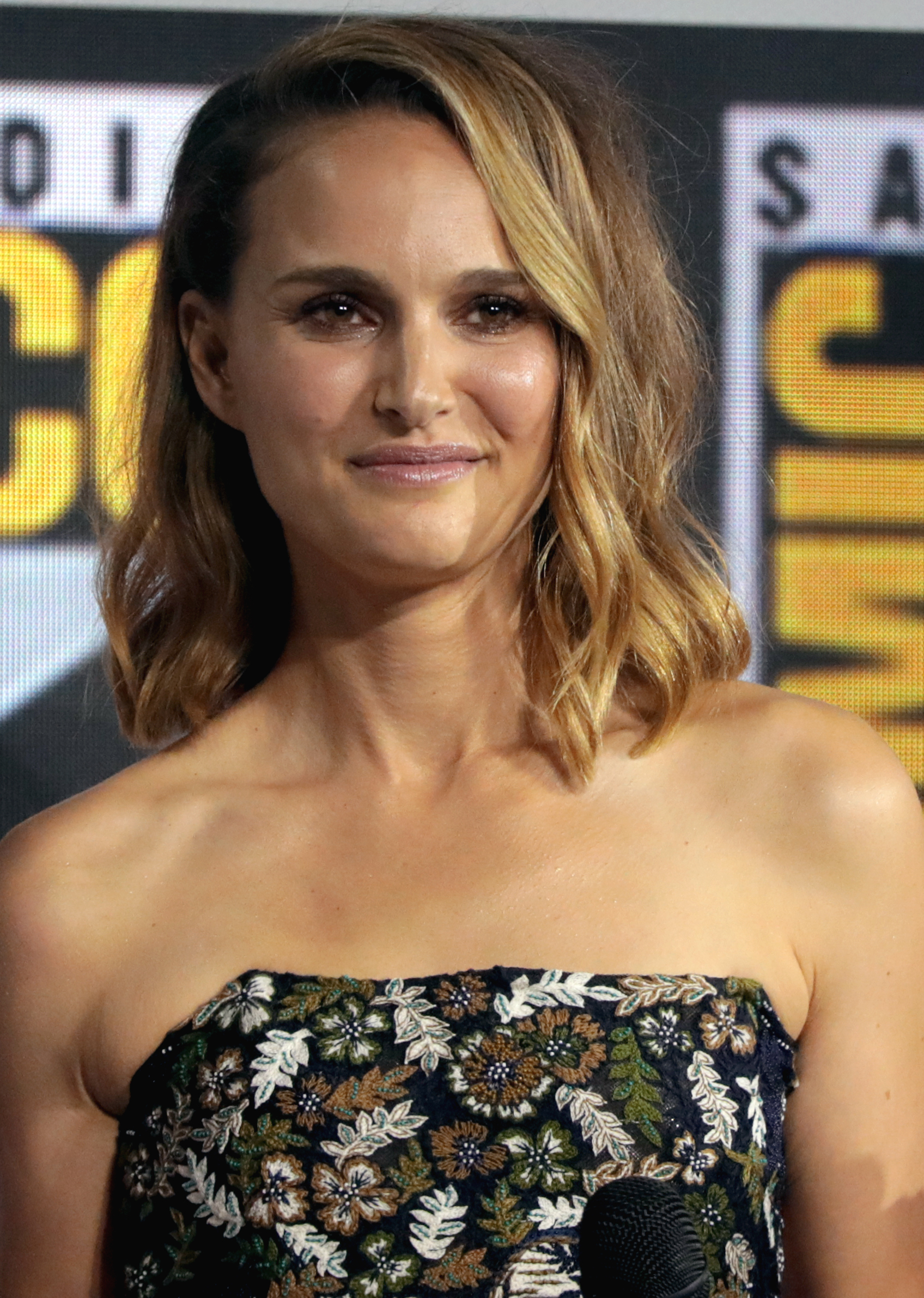
飾演珍·福斯特的妮妲莉·寶雯

漫威電影宇宙中，珍·福斯特由妮妲莉·寶雯所飾演，她是天體物理學家。

#### 主宇宙
- 電影（2011年）：珍在觀測大氣異象時，遇到被驅逐至中間界（地球）的雷神托爾，兩人在相處中逐漸產生了感情。托爾回到聖域界後，通向地球的彩虹橋被毀，珍於是在地球利用儀器全力搜尋他。

- 電影《雷神奇俠2：黑暗世界》（2013年）：珍意外被「逆能」附身，導致身體出現異常。托爾把她帶回聖域界接受治療，最終由魔雷基把珍體內的逆能抽出。得到逆能的魔雷基打算吞噬九界，托爾在珍及其夥伴的協助下成功擊敗魔雷基。

- 電影《雷神奇俠4：愛與雷霆》（2022年）：確診癌症的珍前往新聖域界尋求治療方法，雷霆戰鎚的碎片感應到她後自行重組，並選擇她成為神威雷神。珍與前男友托爾合力阻止戈爾的屠神計劃，過程中兩人舊情復燃。但戰鬥使珍的病情加重，最後珍耗盡生命力並死在托爾的懷裏。死後珍的靈魂抵達英靈殿。

#### 替代宇宙
- 電影（2019年）：主宇宙的托爾和火箭浣熊回到2013年的聖域界，從珍體內抽取出逆能（現實寶石）。

- 動畫劇集《無限可能：假如…？》第一季（2021年）：珍於第7集和第9集登場，由寶雯配音。劇情講述托爾邀請眾多外星人到地球開派對。珍起初對此保持警惕，但逐漸與托爾拉近關係。當托爾和Marvel隊長爆發衝突時，珍為防事態失控於是聯絡了托爾的母親翡嘉。托爾事後感謝珍的介入，並邀請她約會，但被突然出現的奧創打斷。

### 電子遊戲
- 《樂高：復仇者聯盟（英语：Lego Marvel's Avengers）》：由伊利沙伯·麥士威（英语：Elizabeth Maxwell）配音。[123]

- 《Marvel超級爭霸戰（英语：Marvel Contest of Champions）》[124]

- 《MARVEL未來之戰》[125]

- 《漫威英雄 Online》：以雷神托爾的制服出現，由珍妮花·希爾（英语：Jennifer Hale）配音。[126]

- 《Marvel：復仇者聯盟（英语：Marvel Avengers Alliance）》

- 《漫威 Puzzle Quest（英语：Marvel Puzzle Quest）》[127]

- 《漫威復仇者學院（英语：Marvel Avengers Academy）》：由瑪麗莎·倫蒂（英语：Marissa Lenti）配音。[128]

- 《樂高漫威超級英雄2（英语：Lego Marvel Super Heroes 2）》[129]

- 《漫威神威戰隊》[130]

- 《漫威復仇者聯盟》：下載包擴充後玩家可使用的角色，由澤哈拉·法扎爾（英语：Zehra Fazal）配音。[131]

- 《漫威：瞬戰超能（英语：Marvel Snap）》[132]

- 《漫威超級戰爭》[133]

- 《漫威對決》[134]

- 《MARVEL未來革命》[135]

## 收藏版
珍作為雷神和瓦爾基里的個人故事收錄在多個合訂本：
| 書名                                     | 收錄故事 | 頁數   | 出版日期       | ISBN           |        |
| 合訂本                                   | 合訂本   | 合訂本 | 合訂本         | 合訂本         | 合訂本 |
| ---------------------------------------- | -------- | ------ | -------------- | -------------- | ------ |
| 雷神 第一冊：雷霆女神                    |          | 136    | 2016年2月9日   | 978-0785192398 |        |
| 雷神 第二冊：誰手握戰鎚？                |          | 136    | 2016年3月8日   | 978-0785197850 |        |
| 神威雷神 第一冊：雷霆在她靜脈            |          | 146    | 2016年6月7日   | 978-0785195221 |        |
| 神威雷神 第二冊：中間界之主              |          | 136    | 2016年11月23日 | 978-0785195238 |        |
| 神威雷神 第三冊：聖域界/莎亞戰爭         |          | 160    | 2017年8月1日   | 978-1302903084 |        |
| 神威雷神 第四冊：戰爭雷神                |          | 136    | 2018年1月30日  | 978-1302906580 |        |
| 神威雷神 第五冊：神威雷神之死            |          | 136    | 2018年6月26日  | 978-1302906603 |        |
| 瓦爾基里：珍·福斯特 第一冊：神聖與褻瀆   | 部份故事 | 128    | 2020年1月22日  | 978-1302920296 |        |
| 瓦爾基里：珍·福斯特 第二冊：在萬物的盡頭 |          | 112    | 2020年10月6日  | 978-1302920302 |        |
| 黑暗之王：瓦爾基里歸來                   |          | 112    | 2021年7月6日   | 978-1302928087 |        |
| 神威瓦爾基里：釋放地獄                   |          | 120    | 2021年11月23日 | 978-1302930196 |        |
| 珍·福斯特和神威雷神                      |          | 112    | 2022年12月13日 | 978-1302946944 |        |
| 圖像小說合訂本                           |          |        |                |                |        |
| 雷神，積遜·亞倫和羅素·杜特曼著 第一冊    |          | 232    | 2016年1月1日   | 978-1302900670 |        |
| 雷神，積遜·亞倫和羅素·杜特曼著 第二冊    |          | 288    | 2017年1月1日   | 978-1302903800 |        |
| 雷神，積遜·亞倫和羅素·杜特曼著 第三冊    |          | 528    | 2019年5月14日  | 978-1302917388 |        |
| 珍·福斯特：瓦爾基里傳奇                  | 部份故事 | 376    | 2019年6月28日  | 978-1302934828 |        |